# Liga da Defesa Nacional
A Liga da Defesa Nacional é uma associação cívico-cultural brasileira.

## História
Foi fundada no Rio de Janeiro em 7 de setembro de 1916 por um grupo de intelectuais liderados por Pedro Lessa, Miguel Calmon, Olavo Bilac e Venceslau Brás, na época presidente do Brasil. A sua atuação está ligada à campanha vitoriosa pela implantação do Serviço Militar Obrigatório no Brasil.
Os objetivos da Liga se inseriram num ideário nacionalista que fomentava o conceito de "cidadão-soldado", considerando as Forças Armadas como uma escola de civismo e cidadania e acreditando que os intelectuais deveriam se engajar na causa nacionalista a fim de formar um Estado mais unido e moderno. Divulgavam seu projeto através de panfletos, livros e palestras por todo o Brasil, conseguindo grande receptividade entre a população, em especial entre os estudantes. Uma de suas conquistas foi a obrigatoriedade da apresentação da carteira de reservista aos candidatos a cargos públicos.
Olavo Bilac, o seu mais importante líder, sintetizava a sua ação como um "apostolado de civismo e patriotismo". Em suas viagens, ressaltava a importância do envolvimento dos intelectuais na causa nacionalista, como responsáveis pela defesa da pátria e pela modernização das estruturas sociais.
Encontra-se em funcionamento até aos nossos dias, sendo as sua atividades públicas mais destacadas a entrega da Ordem do Mérito Cívico da Liga da Defesa Nacional entregue aos brasileiros que mais se destacaram aos serviços cívicos e patrióticos ao país, as festividades por todo país abertura e encerramento da Semana da Pátria, a guarda do Fogo Simbólico da Pátria ( a chama ) que se encontra nos monumentos nacionais oficiais, e é acendida obrigatoriamente em uma Pira antes de todos os Desfiles Cívicos Oficiais de 7 de Setembro em todo território brasileiro, a promoção da Corrida do Fogo Simbólico da Pátria, que se realiza desde 1938.